# Neuvy (Loir y Cher)
 Neuvy  es una población y comuna francesa, en la región de Centro, departamento de Loir y Cher, en el distrito de Blois y cantón de Bracieux.

## Demografía
| 327 | 329 | 288 | 279 | 288 | 294 |
| Para los censos de 1962 a 1999 la población legal corresponde a la población sin duplicidades (Fuente: INSEE [Consultar]) |     |     |     |     |     |